# Motmot roux
Baryphthengus martii
Espèce
Statut de conservation UICN

 LC  : Préoccupation mineure
Le Motmot roux (Baryphthengus martii) est une espèce d'oiseaux appartenant à la famille des Momotidae.

## Description
Cet oiseau mesure environ 46 cm de longueur. Il a la tête rousse marquée d'un masque noir, tout comme le cou et la poitrine ornée également d'une tache noire, le dos vert et les ailes bleues.
Il émet, le plus souvent à l'aube, un hululement résonnant.

## Répartition
Son aire s'étend de l'Est du Honduras à travers le Tumbes-Chocó-Magdalena et l'Amazonie.

## Habitat
Cet oiseau fréquente les forêts humides.

## Comportement
Cette espèce demeure le plus souvent perchée en balançant la queue comme un pendule.

## Alimentation
Cet oiseau consomme des fruits, des insectes, des grenouilles et des lézards qu'il prélève à partir d'un affût.